# Remetea (Harghita)
Remetea (in ungherese Gyergyóremete) è un comune della Romania di 6 261 abitanti, ubicato nel distretto di Harghita, nella regione storica della Transilvania.
Il comune è formato dall'unione di 4 villaggi: Făgețel, Martonca, Remetea, Sineu.
La maggioranza della popolazione (oltre il 98%) è di etnia Székely.